# Österrikes författning
Österrikes författning är en samling av ett stort antal lagar med ställning som författningslag. Kärnan utgörs av grundlagen (tyska: Bundes-Verfassungsgesetz) från 1920 i 1929 års version. Därutöver finns det omkring 400 lagar och statsfördrag som helt eller delvis åtnjuter författningsrang vilket gör Österrikes författning svåröverskådlig.

## Historia
Grundlagen (Bundes-Verfassungsgesetz) togs av en konstituerande nationalförsamling den 1 oktober 1920. Förslaget till grundlagen hade utarbetats av rättsfilosofen och rättsvetaren Hans Kelsen.
Grundlagen var från början ofullständig eftersom partierna i den unga republiken inte kunde enas om viktiga punkter. Därför övertogs ett antal lagar ur den österrikisk-ungerska monarkin och upphöjdes till författningsrang, som till exempel grundlagen om medborgarnas allmänna rättigheter från 1867.
I den första republiken gjordes två väsentliga lagändringar: 1925, när man bland annat reglerade kompetensuppdelningen mellan förbundsstaten och delstaterna och 1929, när förbundspresidentens befogenheter utvidgades på bekostnad av parlamentets kompetenser. 1934 ersattes grundlagen av den austrofascistiska diktaturens majförfattning.
Efter Tredje rikets sammanbrott och Österrikes befrielse vid slutet av andra världskriget 1945 återtogs grundlagen från 1920 i 1929 års version. Sedan dess ändrades grundlagen mer än 100 gånger samtidigt som många lagar respektive lagbestämmelser upphöjdes till författningsrang. En större principiell förändring av grundlagen, vilken bara kan genomföras genom en beslutande folkomröstning, skedde bara en enda gång 1994, nämligen innan Österrike gick med i Europeiska unionen.
2003 inrättades ett författningskonvent av regeringen som skulle utarbeta ett förslag till en ny enhetlig konstitution för att rensa ut den gällande författningen och anpassa den till de nutida behoven. Konventet avslutade sitt arbete 2005 utan att ha nått sitt mål.

## Författningens principer
I grundlagen sägs att en totaländring av författningen inte bara ska beslutas i parlament utan också underkastas en obligatorisk beslutande folkomröstning. Eftersom författningssamlingen är så svåröverskådlig har den österrikiska rättsvetenskapen identifierat och definierat de grundläggande principer som styr författningen. En lagändring som skulle innebära en ändring av en av dessa principer anses då som totaländring av författningen. Dessa principer är:
- den demokratiska principen vilken ger uttryck för folksuveräniteten. All politisk makt i samhället måste vara legitimerad av folket, antingen indirekt genom valda församlingar (till exempel parlament, lantdag med mera) eller direkt genom folkinitiativ  (tyska: Volksbegehren) eller folkomröstning (tyska: Volksabstimmung och Volksbefragung).
- den republikanska principen som är ett tydligt avvisande av en monarkisk statsform. Statschefen ska väljas, varvid medlemmar av regerande kungahus och av släkter som någon gång regerade utesluts från valbarheten.
- den federala principen som säger att statsfunktionerna är uppdelade mellan förbundsstaten och delstaterna både när det gäller lagstiftning och verkställande. I realiteten är denna princip bara svagt utvecklad.
- den rättsstatliga principen som innebär att all offentlig maktutövning är underkastad rättsliga normer både när det gäller förutsättningar och själva förfarandet. Dessutom kan även dessa lagar prövas av författningsdomstolen i fråga om de inte strider mot författningen.
- principen om statsmakternas uppdelning som kräver en formell uppdelning av makten i staten mellan den lagstiftande, den verkställande och den dömande makten.

## Grundläggande fri- och rättigheter
Grundlagen innehåller ingen katalog av grundläggande fri- och rättigheter. De medborgerliga rättigheterna skyddas av olika andra lagar, främst av grundlagen om medborgarnas allmänna rättigheter från 1867. Men även Europakonventionen har ställning som författningslag i Österrike.

## Författningslagstiftning
Författningslagar och lagbestämmelser har i Österrike ett särskilt starkt skydd. För att ta beslut om en ny författningslag eller om en ändring av en författningslag krävs en majoritet på två tredjedelar i en omröstning i nationalrådet varvid minst hälften av nationalrådets ledamöter måste närvara. Ändringar som berör de ovannämnda grundläggande författningsprinciperna kräver dessutom ett godkännande av folket i en folkomröstning. Detta har hittills skett bara en enda gång: Österrikes inträde i den Europeiska unionen skulle innebära djupa ingrepp i författningens principer. Därför stiftades en egen författningslag om EU-inträdet som godkändes av folket i EU-omröstningen 1994.